# Ayhan Gezen
Ayhan Gezen (* 25. Juni 1972 in Istanbul) ist ein ehemaliger deutsch-türkischer Fußballspieler. Seinen größten Erfolg erzielte er 1993, als er mit den sogenannten Hertha-Bubis überraschend das Finale des DFB-Pokals erreichte.

## Spielerkarriere

### Jugend
Der 1972 in Istanbul geborene Ayhan Gezen kam als Vierjähriger mit seiner Familie nach Deutschland. Dort spielte er in den Jugendmannschaften der Berliner Vereine SC Siemensstadt, CFC Hertha 06 und SC Staaken.

### Hertha BSC
1990 wechselte Ayhan Gezen zur zweiten Mannschaft von Hertha BSC, mit der er 1990/91 einen 6. Platz in der Oberliga-Berlin belegte. In der Folgesaison spielten die Hertha Amateure dann aufgrund der Ligareform in der Oberliga Nordost, die sie auf Platz vier als bester Berliner Vertreter beendeten. In derselben Spielzeit gewannen die Hertha-Amateure den erstmals wieder mit Mannschaften aus Ost- und West-Berlin gemeinsam ausgetragenen Landespokal durch ein 1:0 im Finale gegen die Reinickendorfer Füchse. Dadurch qualifizierte man sich für den DFB-Pokal 1992/93. Während der gelernte Elektro-Anlagen-Elektroniker zeitweise schon für die erste Mannschaft in der 2. Bundesliga auflief, bestritt Gezen im DFB-Pokal weiterhin alle Spiele (drei Tore) für die Hertha-Bubis. So kam es dazu, dass er nach Siegen über SGK Heidelberg (3:0) und VfB Leipzig (4:2) im Achtelfinale am Freitag für die Amateure beim 4:3-Erfolg über den Titelverteidiger Hannover 96 traf und am Tag darauf beim 0:1-Aus der Profis gegen Bayer Leverkusen nach 85 Minuten eingewechselt wurde. Dem 2:1-Viertelfinalerfolg der Bubis über den 1. FC Nürnberg folgte das Halbfinale im Berliner Olympiastadion, in dem der Chemnitzer FC mit 2:1 bezwungen wurde. Im Finale an selber Stelle traf Gezen wie schon mit der ersten Mannschaft auf Bayer Leverkusen. Erneut unterlag man durch ein Tor von Ulf Kirsten mit 0:1. Im Anschluss an die Saison unterschrieb Gezen einen Profivertrag. Allerdings kam Gezen bei der ersten Mannschaft im Sturm nicht an Spielern wie Sven Demandt, Theo Gries oder Frank Schmöller vorbei, so dass er sich 1994 nach 14 Zweitliga-Einsätzen reamateurisieren ließ. Im Sommer 1996 verließ Ayhan Gezen dann auch die zweite Mannschaft von Hertha BSC.

### Weitere Karriere
Nachdem Gezen einige Zeit arbeitslos war, wechselte er im Herbst 1996 zum FC Berlin, mit dem er in der drittklassigen Regionalliga stets einen Mittelfeldplatz belegte. Im zwischenzeitlich in BFC Dynamo rückbenannten Verein erreichte Gezen 1999 das Endspiel des Paul-Rusch-Pokals. Dort gewann Dynamo gegen Türkspor Berlin mit 4:1, wobei Gezen der 1:0-Führungstreffer glückte.
Anschließend wechselte Ayhan Gezen zu Rot-Weiß Erfurt. Mit den Thüringern belegte Gezen den 7. Platz in der Regionalliga-Spielzeit 1999/2000. Aufgrund der Regionalliga-Reform musste der RWE zwei Spiele in der Relegation um den Verbleib in der Regionalliga gegen den FC Schönberg 95 absolvieren. Trotz der 0:1-Niederlage im Hinspiel konnte sich Erfurt durch ein 4:1 im heimischen Steigerwaldstadion den Klassenerhalt sichern.
Nach dieser Saison kehrte Gezen für ein Jahr zum BFC Dynamo zurück. In der Oberliga Nordost gewann er mit seinem Verein die Nord-Staffel, scheiterte in der Aufstiegsrelegation allerdings nach zwei Partien am 1. FC Magdeburg.
Nach dem Saisonende zog es Ayhan Gezen zum SV Altlüdersdorf, während er parallel BWL studierte. Mit dem SVA spielte Gezen in der fünftklassigen Verbandsliga Brandenburg, in der ihm allein in der Spielzeit 2002/03 elf Treffer gelangen.
Im Sommer 2004 kehrte Gezen Altlüdersdorf den Rücken und unterschrieb einen Vertrag beim Spandauer SV. Mit den Spandauern erreichte er in der Verbandsliga den 9. Platz. Auch in der Saison 2005/06 wurde mit Platz 8 ein Platz im Mittelfeld der Liga belegt. Anschließend beendete Ahyan Gezen im Sommer 2006 seine Karriere als Fußballspieler.

## Erfolge
- Berliner Pokalsieger: 1992 (Hertha BSC II), 1999 (BFC Dynamo)